# Kozłowszczyzna (gmina w województwie wileńskim)
Kozłowszczyzna (wcześniej Łuck) – dawna gmina wiejska istniejąca w latach 1927–1945 w woj. wileńskim (obecnie na Białorusi). Siedzibą gminy był folwark Kozłowsk (Kozłowszczyzna) (151 mieszk. w 1921 roku).
Gmina Kozłowszczyzna powstała 27 września 1927 w powiecie postawskim w woj. wileńskim, w związku z przemianowaniem gminy Łyngmiany na Kołtyniany. 1 kwietnia 1929 z gminy wyłączono 5 miejscowości i włączono do gminy Szarkowszczyzna w powiecie dziśnieńskim, a dołączono do niej 19 miejscowości z gminy Wierzchnie w powiecie dziśnieńskim.  
Po wojnie obszar gminy Kozłowszczyzna wszedł w struktury administracyjne Związku Radzieckiego.